# Adesso (Diodato e Roy Paci)
Adesso è un singolo del cantautore italiano Diodato e del musicista italiano Roy Paci, pubblicato il 6 febbraio 2018.

## Descrizione
Il brano viene definito da Diodato come un dialogo con sé stesso sulla sua difficoltà di vivere il momento, perché distratto da qualcos'altro, quindi come una sorta di mantra che ripete in continuazione per provare a non commettere nuovamente gli stessi errori. Diodato, dopo aver scritto il brano, aveva inizialmente inserito dei fiati digitali; dopo aver contattato l'amico Roy Paci, l'arrangiamento è stato rivisitato e il brano è stato presentato al Festival di Sanremo 2018, dove si è classificato ottavo.

## Video musicale
Il videoclip della canzone è stato diretto da Riccardo Petrillo e Giulio Scarano. Gli attori sono Sara Mondello e Saverio Cappiello.

## Tracce
Testi e musiche di Diodato.
Download digitale
1. Adesso – 3:20

7"
- Lato A

1. Adesso – 3:20

- Lato B

1. Adesso (Instrumental) – 3:20

## Formazione
Musicisti
- Diodato – voce, chitarra acustica
- Roy Paci – tromba, flicorno soprano, arrangiamento fiati
- Antonio Filippelli – chitarra, basso, programmazione, arrangiamento
- Daniel Bestonzo – pianoforte, sintetizzatore, programmazione, arrangiamento
- Fabio Rondanini – batteria
- Alfonso Greco – corno
- Vito Scavo – trombone
- Claudio Arcoraci – genis
- Francesco Tritto – eufonia
- Alessio Anzivino – tuba
- Vincenzo Presta – direzione sezione fiati, arrangiamento fiati

Produzione
- Antonio Filippelli – produzione, registrazione
- Donato Romano – registrazione, missaggio
- Daniele "ilmafio" Tortora – registrazione fiati
- Antonio Baglio – mastering

## Classifiche
| Classifica (2018) | Posizione massima |
| ----------------- | ----------------- |
| Italia            | 28                |